# Giovanni Maria Falconetto
Giovanni Maria Falconetto (Verona, 1458 — Pàdua, 1535) va ser un arquitecte i pintor italià.

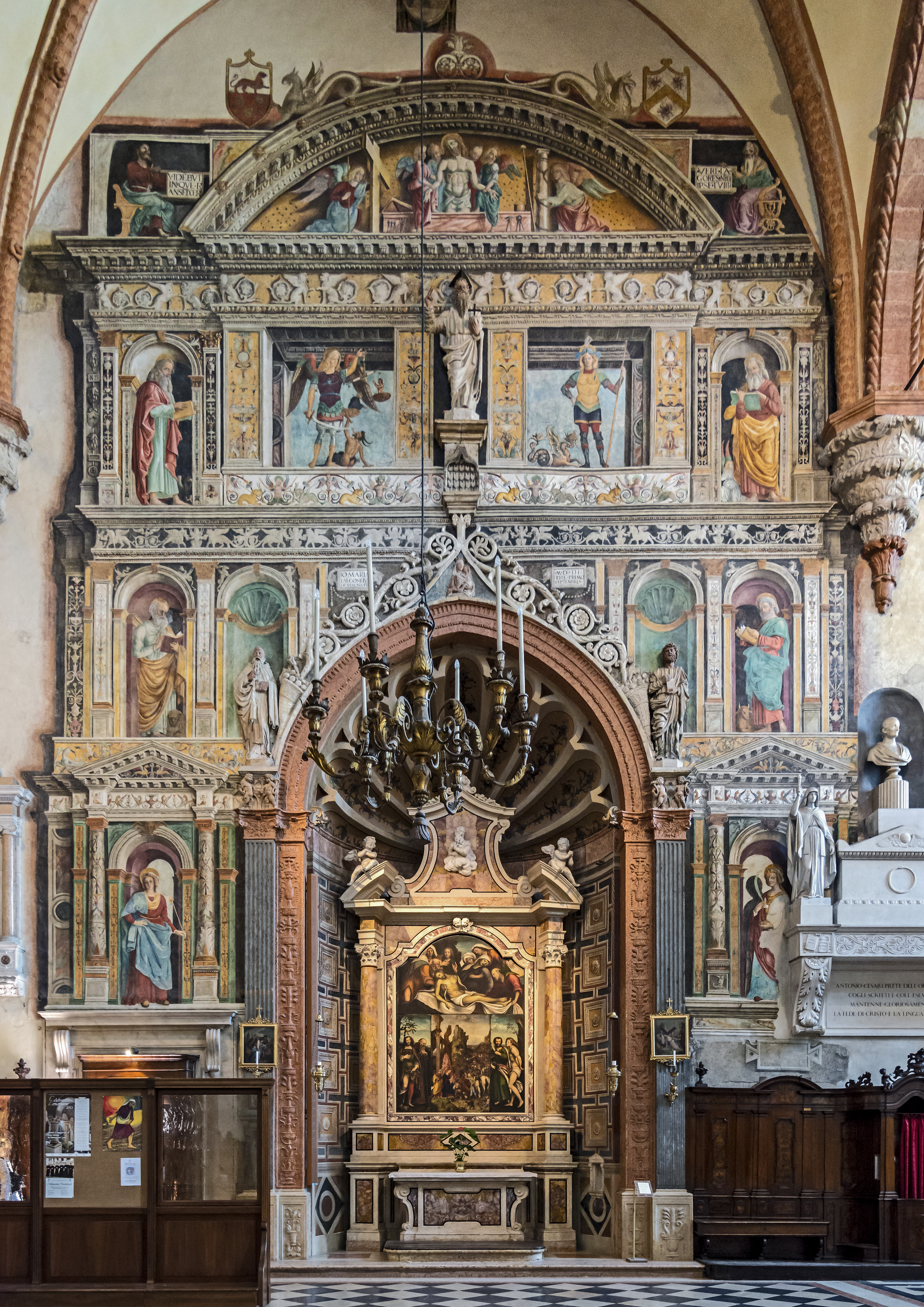
Els frescs de la catedral de Verona 1503

Va treballar a principalment a Verona i Pàdua on va comptar amb el patronatge de Pietro Bembo o Luigi Cornaro. Va projectar la Porta de San Giovani i la Porta de Savonarola a les muralles de Pàdua. La majoria de les seves obres es conserven al Museu de Castelvecchio. Els seus frescos al Duomo van ser recuperats el 1870.